# Namibia en la Copa Mundial de Rugby de 2019
La Selección de rugby de Namibia fue uno de los 20 participantes de la Copa Mundial de Rugby de 2019 que se realizó en Japón.
Fue la sexta participación de los Welwitschias en la Copa Mundial de Rugby.

## Plantel
El entrenador  Allister Coetzee seleccionó a estos 31 jugadores para la Copa Mundial de Rugby de 2019 el 2 de septiembre.
| Posición       | Nombre                   | Fecha de nacimiento      | Encuentros | Club             |
| -------------- | ------------------------ | ------------------------ | ---------- | ---------------- |
| hooker         | Obert Nortjé             | 17 de abril de 1997      | 15         | Welwitschias     |
| hooker         | Louis van der Westhuizen | 25 de febrero de 1995    | 19         | Welwitschias     |
| hooker         | Torsten van Jaarsveld    | 30 de junio de 1987      | 14         | Bayonne          |
| pilar          | Aranos Coetzee           | 14 de marzo de 1988      | 21         | Cheetahs         |
| pilar          | AJ de Klerk              | 19 de diciembre de 1987  | 28         | Welwitschias     |
| pilar          | André Rademeyer          | 24 de junio de 1998      | 3          | Welwitschias     |
| pilar          | Des Sethie               | 9 de diciembre de 1992   | 12         | Welwitschias     |
| pilar          | Nelius Theron            | 29 de enero de 1997      | 5          | Leopards         |
| segunda línea  | Johan Retief             | 10 de octubre de 1995    | 7          | Leopards         |
| segunda línea  | Tjiuee Uanivi            | 31 de diciembre de 1990  | 30         | Massy            |
| segunda línea  | Pieter-Jan Van Lill      | 4 de diciembre de 1983   | 50         | Bayonne          |
| ala            | Adriaan Booysen          | 17 de mayo de 1996       | 5          | Welwitschias     |
| ala            | Wian Conradie            | 14 de octubre de 1994    | 17         | Welwitschias     |
| ala            | Thomasau Forbes          | 12 de octubre de 1988    | 17         | Welwitschias     |
| ala            | Prince !Gaoseb           | 7 de julio de 1998       | 2          | Welwitschias     |
| ala            | Max Katjijeko            | 8 de abril de 1995       | 13         | Welwitschias     |
| ala            | Rohan Kitshoff           | 13 de septiembre de 1985 | 44         | Welwitschias     |
| ala            | Janco Venter             | 19 de septiembre de 2019 | 25         | Jersey Reds      |
| medio scrum    | Eugene Jantjies          | 8 de octubre de 1986     | 68         | Welwitschias     |
| medio scrum    | TC Kisting               | 13 de enero de 1994      | 8          | Baia Mare        |
| medio scrum    | Damian Stevens           | 2 de junio de 1995       | 25         | Boland Cavaliers |
| medio apertura | Cliven Loubser           | 24 de febrero de 1997    | 15         | Welwitschias     |
| centro         | Darryl de la Harpe       | 2 de octubre de 1986     | 49         | Welwitschias     |
| centro         | Johan Deysel (c.)        | 26 de septiembre de 1991 | 24         | US Colomiers     |
| centro         | Justin Newman            | 17 de febrero de 1995    | 14         | Welwitschias     |
| centro         | Janry du Toit            | 26 de agosto de 1996     | 2          | Welwitschias     |
| wing           | JC Greyling              | 21 de junio de 1991      | 32         | Welwitschias     |
| wing           | Lesley Klim              | 16 de enero de 1995      | 11         | Ospreys          |
| wing           | PJ Walters               | 23 de abril de 1993      | 0          | Welwitschias     |
| zaguero        | Chad Plato               | 21 de abril de 1998      | 2          | Welwitschias     |
| zaguero        | Johan Tromp              | 23 de diciembre de 1990  | 40         | Welwitschias     |

## Partidos de preparación
| 24 de agosto de 2019 | Sharks Invitation XV | 0 - 43 | Namibia | Crusaders, Durban |  |

| 31 de agosto de 2019 | Namibia | 28 - 22 | Southern Kings | Hage Geingob Stadium, Windhoek |  |

| 7 de septiembre de 2019 | Namibia | 21 - 17 | Southern Kings | Walvis Bay High School Stadium, Walvis Bay |  |

## Participación

### Grupo B
| Posición | Selección     | Partidos | Partidos | Partidos  | Partidos | Tries a favor | Tantos  | Tantos    | Tantos     | Puntos extra | Puntos |
| Posición | Selección     | Jugados  | Ganados  | Empatados | Perdidos | Tries a favor | A favor | En contra | Diferencia | Puntos extra | Puntos |
| -------- | ------------- | -------- | -------- | --------- | -------- | ------------- | ------- | --------- | ---------- | ------------ | ------ |
| 1        | Nueva Zelanda | 4        | 3        | 1         | 0        | 22            | 157     | 22        | +135       | 2            | 16     |
| 2        | Sudáfrica     | 4        | 3        | 0         | 1        | 27            | 185     | 36        | +149       | 3            | 15     |
| 3        | Italia        | 4        | 2        | 1         | 1        | 14            | 98      | 78        | +20        | 2            | 12     |
| 4        | Namibia       | 4        | 0        | 1         | 3        | 3             | 34      | 175       | –141       | 0            | 2      |
| 5        | Canadá        | 4        | 0        | 1         | 3        | 2             | 14      | 177       | –163       | 0            | 2      |

#### Partidos
| 22 de septiembre de 2019, 14:15                                                                            | Italia | 47 – 22 | Namibia                                                                                                 | Hanazono Rugby Stadium, Higashiōsaka | |
| | Tries: Try penal 10' Allan 25' Tebaldi 40' Padovani 43' Canna 46' Polledri 69' Minozzi 75' Conversiones: (3/3) Allan 26', 42', 44' (2/3) Canna 47', 76' | Reporte | Tries: 5' Stevens 56' Greyling 78' Plato Conversiones: 6', 79' Loubser (2/3) Penales: 51' Loubser (1/1) | Asistencia: 20 354 espectadores Árbitro(s): Nic Berry Jueces de touch: Nigel Owens Federico Anselmi Television Match Official: Marius Jonker | Asistencia: 20 354 espectadores Árbitro(s): Nic Berry Jueces de touch: Nigel Owens Federico Anselmi Television Match Official: Marius Jonker |
| PJ Walters (Namibia) hizo su debut internacional. Darryl de la Harpe (Namibia) alcanzó los 50ª test match. | |         | | | |

| 28 de septiembre de 2019, 18:45 | Sudáfrica | 57 – 3  | Namibia            | City of Toyota Stadium, Toyota                                                                              | |
|                                 | Tries: Mbonambi 9', 16' Louw 14' Mapimpi 26', 53' Am 41' Gelant 47' Kolisi 58' Brits 63' Conversiones: (6/9) Jantjies 10', 18', 42', 49', 54', 65' | Reporte | Penal: 23' Loubser | Árbitro(s): Mathieu Raynal Jueces de touch: Nic Berry Andrew Brace Television Match Official: Graham Hughes | Árbitro(s): Mathieu Raynal Jueces de touch: Nic Berry Andrew Brace Television Match Official: Graham Hughes |

| 6 de octubre de 2019, 13:45 | Nueva Zelanda | 71 – 9  | Namibia                             | Tokyo Stadium, Tokio                                                                                      | |
|                             | Tries: Reece 5', 52' Lienert-Brown 20', 46' Ta'avao 35' B. Smith 40+4', 67' Moody 41' Whitelock 55' J. Barrett 75' Perenara 78' Conversiones: (8/11) J. Barrett 36', 45', 43', 47', 52', 56', 68', 76' | Reporte | Penales: 2', 25', 29' Stevens (3/3) | Árbitro(s): Pascal Gaüzère Jueces de touch: Luke Pearce Shuhei Kubo Television Match Official: Rowan Kitt | Árbitro(s): Pascal Gaüzère Jueces de touch: Luke Pearce Shuhei Kubo Television Match Official: Rowan Kitt |

| 13 de octubre de 2019, 12:15                                                                                                 | Namibia | 0 – 0   | Canadá | Kamaishi Recovery Memorial Stadium, Kamaishi                                                                        | |
| |         | Reporte |        | Árbitro(s): Paul Williams Jueces de touch: Pascal Gaüzère Federico Anselmi Television Match Official: Marius Jonker | Árbitro(s): Paul Williams Jueces de touch: Pascal Gaüzère Federico Anselmi Television Match Official: Marius Jonker |
| Partido cancelado por el tifón Hagibis por lo que se da por terminado con marcador 0-0 y se otorga dos puntos a cada equipo. |         |         |        | | |